# Godzianów (gmina)
Godzianów est une gmina rurale du powiat de Skierniewice, Łódź, dans le centre de la Pologne. Son siège est le village de Godzianów, qui se situe environ 10 km au sud-ouest de Skierniewice et 42 km à l'est de la capitale régionale Łódź.
La gmina couvre une superficie de 44,06 km2 pour une population de 2 709 habitants.

## Géographie
La gmina inclut les villages de Byczki, Godzianów, Kawęczyn, Lnisno, Płyćwia et Zapady.
La gmina borde les gminy de Głuchów, Lipce Reymontowskie, Maków, Skierniewice et Słupia.